# Llista de compostos inorgànics (bloc d)
|  |

| Accés a altres blocs d'elements   |
| bloc s - bloc p - bloc d - bloc f |
| Blocs de la taula periòdica       |

## Actini, Ac
Bromur d'actini, AcBr₃ - 
Clorur d'actini, AcCl₃ - 
Fluorur d'actini, AcF₃ - 
Iodur d'actini, AcI₃ - 
Òxid d'actini, Ac₂O₃

## Argent, Ag

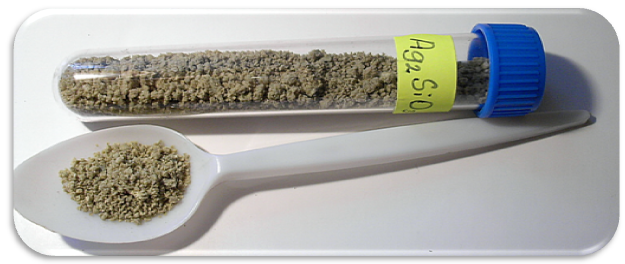
Ag₂SiO₃

Acetat d'argent(I), AgC₂H₃O₂ -
Azida d'argent(I), AgN₃ - 
Bromat d'argent(I), AgBrO₃ - 
Bromur d'argent(I), AgBr - 
Carbonat d'argent(I), AgCO₃ - 
Cianur d'argent(I), AgCN - 
Clorat d'argent(I), AgClO₃ - 
Clorur d'argent, AgCl - 
Cromat d'argent(I), Ag₂CrO₄ - 
Dicromat d'argent(I), Ag₂Cr₂O₇ - 
Fluorur d'argent(I), AgF - 
Fluorur d'argent(II), AgF₂ - 
Fosfat d'argent(I), Ag₃PO₄ - 
Fulminat d'argent(I), AgONC - 
Hidrogenofluorur d'argent(I), AgHF₂ - 
Iodat d'argent(I), AgIO₃ - 
Iodur d'argent, AgI - 
Molibdat d'argent(I), Ag₂MoO₄ - 
Nitrat d'argent, AgNO₃ - 
Nitrit d'argent(I), AgNO₂ - 
Oxalat d'argent(I), Ag₂C₂O₄ - 
Òxid d'argent(I), Ag₂O - 
Òxid d'argent(II), AgO - 
Perclorat d'argent(I), AgClO₄ - 
Permanganat d'argent(I), AgMnO₄ - 
Selenat d'argent(I), Ag₂SeO₄ - 
Selenit d'argent(I), Ag₂SeO₃ - 
Selenur d'argent(I), Ag₂Se - 
Silicat d'argent(I), Ag₂SiO₃ - 
Subfluorur d'argent(I), Ag₂F - 
Sulfur d'argent(I), Ag₂S - 
Tel·lurur d'argent(I), Ag₂Te - 
Tetrafluoroborat d'argent(I), AgBF₄ - 
Tetraiodomercurat(II) d'argent(I), Ag₂HgI₄ - 
Tiocianat d'argent(I), AgSCN

## Cadmi, Cd
Arsenur de cadmi, Cd₃As₂ - 
Azida de cadmi, Cd(N₃)₂ - 
Bromur de cadmi, CdBr₂ - 
Carbonat de cadmi, CdCO₃ - 
Clorat de cadmi, Cd(ClO₃)₂ - 
Fluorur de cadmi, CdF₂ - 
Clorur de cadmi, CdCl₂ - 
Cromat de cadmi, CdCrO₄ - 
Fosfur de cadmi, Cd₃P₂ - 
Iodat de cadmi, Cd(IO₃)₂ - 
Iodur de cadmi, CdI₂ - 
Hidròxid de cadmi, Cd(OH)₂ - 
Metasilicat de cadmi, CdSiO₃ - 
Molibdat de cadmi, CdMoO₄ - 
Nitrat de cadmi, Cd(NO₃)₂ - 
Òxid de cadmi, CdO - 
Perclorat de cadmi, Cd(ClO₄)₂ - 
Selenat de cadmi, CdSeO₄ - 
Selenur de cadmi, CdSe - 
Sulfat de cadmi, CdSO₄ - 
Sulfur de cadmi, CdS - 
Tel·lurur de cadmi, CdTe - 
Titanat de cadmi, CdTiO₃ - 
Tungstat de cadmi, CdWO₄

## Crom, Cr
Acetat de crom(II), Cr₂(CH₃COO)₄ - 
Bromur de crom(II), CrBr₂ -
Bromur de crom(III), CrBr₃ - 
Clorur de crom(II), CrCl₂ - 
Clorur de crom(III), CrCl₃ - 
Clorur de crom(IV), CrCl₄ - 
Fluorur de crom(II), CrF₂ - 
Fluorur de crom(III), CrF₃ - 
Fluorur de crom(IV), CrF₄ - 
Fluorur de crom(V), CrF₅ - 
Fluorur de crom(VI), CrF₆ - 
Fosfat de crom(III), CrPO₄ -
Iodur de crom(II), CrI₂ - 
Iodur de crom(III), CrI₃ - 
Nitrat de crom(III), Cr(NO₃)₃ - 
Òxid de crom(III), Cr₂O₃ - 
Òxid de crom(IV), CrO₂ - 
Òxid de crom(VI), CrO₃ - 
Perclorat de crom(II), Cr(ClO₄)₂ - 
Sulfat de crom(II), CrSO₄ - 

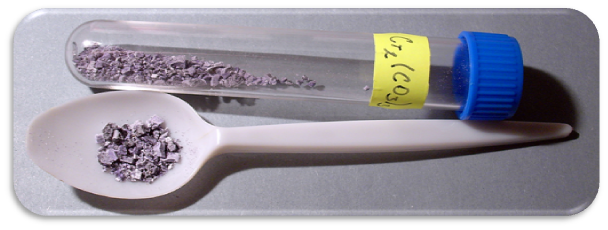
Cr₂O₃

Sulfat de crom(III)-potassi, CrK(SO₄)₂ - 
Sulfat de crom(III), Cr₂(SO₄)₃ - 
Sulfur de crom(III), Cr₂S₃ - 
Tel·lurur de crom(III), Cr₂Te₃ - 
Tetraòxid de tricrom, Cr₃O₄

## Cobalt, Co

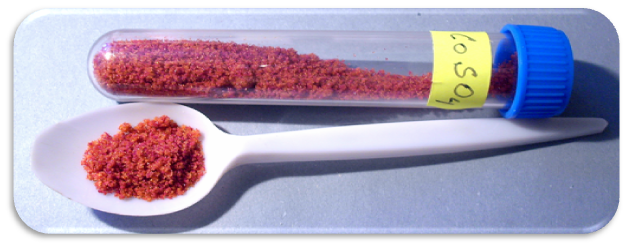
CoSO₄

Arsenat de cobalt(II), Co₃(AsO₄)₂ - Bromur de cobalt(II), CoBr₂ - 
Carbonat de cobalt(II), CoCO₃ - 
Clorur de cobalt(II), CoCl₂ - 
Fluorur de cobalt(II), CoF₂ - 
Fluorur de cobalt(III), CoF₃ - 
Hidròxid de cobalt(II), Co(OH)₂ - 
Nitrat de cobalt(II), Co(NO₃)₂ - 
Òxid de cobalt(II), CoO -
Òxid de cobalt(III) i liti, LiCoO₂ - 
Sulfat de cobalt(II), CoSO₄ - 
Sulfat de cobalt(III), Co₂(SO₄)₃ - 
Sulfur de cobalt(II), CoS - 
Tetraòxid de tricobalt, Co₃O₄

## Coure, Cu

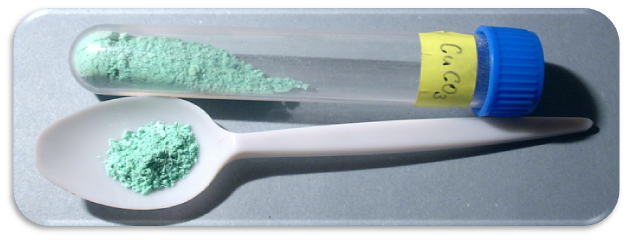
CuCO₃

Acetat de coure(II), Cu(OAc)₂ - Arsenat de coure(II), Cu₃(AsO₄)₂ -
Bromur de coure(I), CuBr - 
Bromur de coure(II), CuBr₂ - 
Carbonat bàsic de coure(II), CuCO₃·Cu(OH)₂ - 
Carbonat de coure(II), CuCO₃ - 
Clorur de coure(I), CuCl - 
Clorur de coure(II), CuCl₂ - 
Cromit de coure(II), Cu₂Cr₂O₅ - 
Cianur de coure(I), CuCN - 
Fluorur de coure(II), CuF₂ - 
Hidròxid de coure(II), Cu(OH)₂ - 
Iodur de coure(I), CuI - 
Nitrat de coure(II), Cu(NO₃)₂ - 
Òxid de coure(I), Cu₂O - 
Òxid de coure(II), CuO - 
Sulfat de coure(II), CuSO₄ - 
Sulfur de coure(I), Cu₂S - 
Sulfur de coure(II) CuS (Cu₂S₂)

## Darmstadti, Ds
No hi ha compostos.

## Dubni, Db
No hi ha compostos.

## Ferro, Fe
Acetat de ferro(II), Fe(OAc)₂ - 
Acetat de ferro(III), Fe(OAc)₃ - 
Aluminat de ferro(II), Fe(AlO₂)₂ - 
Arsenat de ferro(III), FeAsO₄ - 
Bromur de ferro(II), FeBr₂ - 
Bromur de ferro(III), FeBr₃ - 
Carbonat de ferro(II), FeCO₃ -
Clorur de ferro(II), FeCl₂ - 
Clorur de ferro(III), FeCl₃ - 
Comat de ferro(II), FeCr₂O₄ -
Comat de ferro(III), Fe₂(CrO₄)₃ -

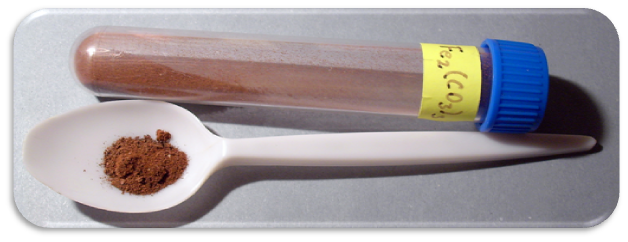
Fe₂(CO₃)₃

Dicromat de ferro(III), Fe₂(Cr₂O₇)₃ -Disulfur de ferro, FeS₂ - 
Dodecacarbonil de ferro, Fe₃(CO)₁₂ - 
Fluorur de ferro(II), FeF₂ - 
Fluorur de ferro(III), FeF₃ - 
Fosfat de ferro(III), FePO₄ - 
Iodur de ferro(II), FeI₂ - 
Iodur de ferro(III), FeI₃ - 
Hidròxid de ferro(II), Fe(OH)₂ - 
Hidròxid de ferro(III), Fe(OH)₃ - 
Hipofosfit de ferro(III), Fe(H₂PO₂)₃ - 
Metavanadat de ferro(III), Fe(VO₃)₃ - 
Molibdat de ferro(II), FeMoO₄ -
Nitrat de ferro(II), Fe(NO₃)₂ - 
Nitrat de ferro(III), Fe(NO₃)₃ - 
Nonacarbonil de ferro, Fe₂(CO)9 - 
Pentacarbonil de ferro, Fe(CO)₅ - 
Perclorat de ferro(III), Fe(ClO₄)₃ - 
Prirofosfat de ferro(III), Fe₄(P₂O₇)₃ - 
Ortosilicat de ferro(II), Fe₂SiO₄ - 
Oxalat de ferro(II), FeC₂O₄ - 
Oxalat de ferro(III), Fe₂(C₂O₄)₃ - 
Òxid de ferro(II), FeO - 
Òxid de ferro(III), Fe₂O₃ - 
Selenur de ferro(II), FeSe - 
Sulfamat de ferro(II), (NH₂SO₃)₂Fe - 
Sulfat de ferro(II), FeSO₄ - 
Sulfat de ferro(III), Fe₂(SO₄)₃ - 
Sulfur de ferro(II), FeS - 
Tel·lurur de ferro(II), FeTe - 
Tetraòxid de triferro, Fe₃O₄ - 
Tiocianat de ferro(II), Fe(SCN)₂ - 
Tiocianat de ferro(III), Fe(SCN)₃ - 
Titanat de ferro(II), FeTiO₃ - 
Tungstat de ferro(II), FeWO₄

## Hafni, Hf
Bromur d'hafni(IV), HfBr₄ - 
Carbur d'hafni, HfC - 
Clorur d'hafni(IV), HfCl₄ - 
Fosfur d'hafni, HfP - 
Hidrur d'hafni(IV), HfH₄ - 
Iodur d'hafni(IV), HfI₄ - 
Nitrur d'hafni, HfN - 
Òxid d'hafni(IV), HfO₂ - 
Selenur d'hafni(IV), HfSe₂ -
Silicur d'hafni(IV), HfSi₂ - 
Sulfat d'hafni(IV), Hf(SO₄)₂ - 
Sulfur d'hafni(IV), HfS₂

## Iridi, Ir
Bromur d'iridi(III), IrBr₃ - 
Clorur d'iridi(III), IrCl₃ - 
Clorur d'iridi(IV), IrCl₄ - 
Fluorur d'iridi(III), IrF₃ - 
Fluorur d'iridi(VI), IrF₆ - 
Iodur d'iridi(III), IrI₃ - 
Òxid d'iridi(III), Ir₂O₃ - 
Òxid d'iridi(IV), IrO₂ - 
Sulfur d'iridi(III), Ir₂S₃ - 
Sulfur d'iridi(IV), IrS₂

## Itri, Y
Antimonur d'itri, YSb - 
Arsenur d'itri, YAs - 
Borur d'itri, YB₆ - 
Bromur d'itri, YBr₃ - 
Carbonat d'itri, Y₂(CO₃)₃ - 
Carbur d'itri, YC₂ - 
Clorur d'itri, YCl₃ - 
Fluorur d'itri, YF₃ - 
Fosfat d'itri, YPO₄ - 
Fosfur d'itri, YF - 
Iodur d'itri, YI₃ - 
Nitrat d'itri, Y(NO₃)₃ - 
Òxid d'itri, Y₂O₃ - 
Sulfat d'itri, Y₂(SO₄)₃ - 
Sulfur d'itri, Y₂S₃

## Lantani, La
Acetat de lantani, La(OAc)₃ -
Borur de lantani, LaB₆ - 
Bromur de lantani, LaBr₃ - 
Carbonat de lantani, La₂(CO₃)₃ - 
Carbur de lantani, LaC₂ -
Clorur de lantani, LaCl₃ -
Fluorur de lantani, LaF₃ - 
Fosfat de lantani, LaPO₄ - 
Hidròxid de lantani, La(OH)₃ -
Hidrur de lantani, LaH₃ - 
Iodur de lantani, LaI₃ -
Nitrat de lantani, La(NO₃)₃ - 
Nitrur de lantani, LaN -
Òxid de lantani, La₂O₃ - 
Silicur de lantani, LaSi₂ -
Sulfat de lantani, La₂(SO₄)₃ - 
Sulfur de lantani, La₂S₃

## Manganès, Mn
Acetat de manganès(II), MnAc₂ - 
Bromur de manganès(II), MnBr₂ - 
Carbonat de manganès(II), MnCO₃ - 
Carbur de manganès, Mn₃C - 
Clorur de manganès(II), MnCl₂ - 

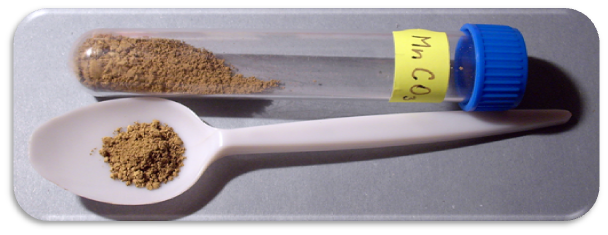
MnCO₃

Dihidrogenofosfat de manganès(II), Mn(H₂PO₄)₂ - 
Fluorur de manganès(II), MnF₂ - 
Fluorur de manganès(III), MnF₃ - 
Hidròxid de manganès(II), Mn(OH)₂ - 
Hidròxid de manganès(III), MnO(OH) - 
Iodur de manganès(II), MnI₂ - 
Metasilicat de manganès(II), MnSiO₃ -
Molibdat de manganès(II), MnMoO₄ - 
Nitrat de manganès(II), Mn(NO₃)₂ - 
Ortosilicat de manganès(II), Mn₂SiO₄ - 
Oxalat de manganès(II), MnC₂O₄ - 
Òxid de manganès(II), MnO - 
Òxid de manganès(II, III), Mn₃O₄ - 
Òxid de manganès(III), Mn₂O₃ - 
Òxid de manganès(IV), MnO₂ - 
Òxid de manganès(VII), Mn₂O₇ - 
Perclorat de manganès(II), Mn(ClO₄)₂ - 
Difosfat de manganès(II), Mn₂P₂O₇ - 
Selenur de manganès(II), MnSe - 
Sulfat de manganès(II), MnSO₄ - 
Sulfur de manganès(II), MnS - 
Tel·lurur de manganès(II), MnTe - 
Titanat de manganès(II), MnTiO₃ - 
Tungstat de manganès(II), MnWO₄

## Meitneri, Mt
No hi ha compostos.

## Mercuri, Hg
Acetat de mercuri(II), HgAc₂ - 
Bromur de mercuri(II), HgBr₂ - 
Cianur de mercuri(II), Hg(CN)₂ - 
Clorur de mercuri(II), HgCl₂ - 
Clorur de mercuri(I), Hg₂Cl₂ - 
Cromat de mercuri(II), HgCrO₄ - 
Dicromat de mercuri(II), HgCr₂O₇ - 
Fluorur de mercuri(II), HgF₂ - 
Fosfat de mercuri(II), Hg₃(PO₄)₂ - 
Fulminat de mercuri(II), Hg(CNO)₂ - 
Hidrogenoarsenat de mercuri(II), HgHAsO₄ - 
Hidròxid de mercuri(II), Hg(OH)₂ - 
Iodat de mercuri(II), Hg(IO₃)₂ - 
Iodur de mercuri(II), HgI₂ - 
Nitrat de mercuri(II), Hg(NO₃)₂ - 
Òxid de mercuri(I), Hg₂O - 
Òxid de mercuri(II), HgO - 
Selenur de mercuri(II), HgSe - 
Sulfat de mercuri(I), Hg₂SO₄ - 
Sulfat de mercuri(II), HgSO₄ - 
Sulfur de mercuri(II), HgS - 
Tel·lurur de mercuri(II), HgTe - 
Tiocianat de mercuri(II), Hg(SCN)₂

## Molibdè, Mo
Borur de dimolibdè, Mo₂B - 
Bromur de molibdè(II), MoBr₂ - 
Bromur de molibdè(III), MoBr₃ - 
Bromur de molibdè(IV), MoBr₄ - 
Carbur de molibdè, MoC - 
Carbur de dimolibdè, Mo₂C - 
Clorur de molibdè(II), MoCl₂ - 
Clorur de molibdè(III), MoCl₃ - 
Clorur de molibdè(IV), MoCl₄ - 
Clorur de molibdè(V), MoCl₅ - 
Dioxidiclorur de molibdè(VI), MoO₂Cl₂ - 
Fluorur de molibdè(III), MoF₃ - 
Fluorur de molibdè(IV), MoF₄ - 
Fluorur de molibdè(V), MoF₅ - 
Fluorur de molibdè(VI), MoF₆ - 
Fosfur de molibdè, MoP - 
Iodur de molibdè(II), MoI₂ - 
Iodur de molibdè(III), MoI₃ - 
Metafosfat de molibdè(VI), Mo(PO₃)₆ - 
Nitrur de dimolibdè, Mo₂N - 
Nitrur de molibdè, MoN -
Òxid de molibdè(III), Mo₂O₃ - 
Òxid de molibdè(IV), MoO₂ - 
Òxid de molibdè(VI), MoO₃ - 
Oxitetraclorur de molibdè(VI), MoOCl₄ - 
Oxitetrafluorur de molibdè(VI), MoOF₄ - 
Oxitriclorur de molibdè(V), MoOCl₃ - 
Pentaborur de dimolibdè, Mo₂B₅ - 
Selenur de molibdè(IV), MoSe₂ - 
Silicur de molibdè, MoSi₂ - 
Sulfur de molibdè(IV), MoS₂ - 
Tel·lurur de molibdè(IV), MoTe₂

## Níquel, Ni
Antimonur de níquel, NiSb - 

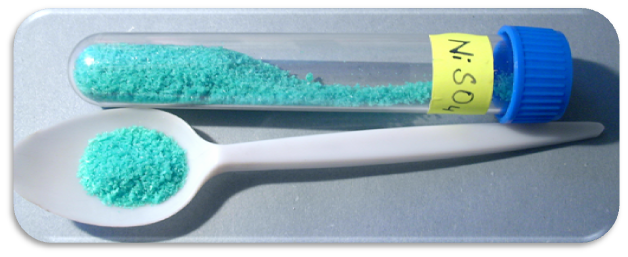
NiSO₄

Arsenat de níquel(II), Ni₃(AsO₄)₂ - 
Arsenur de níquel, NiAs - 
Borur de diníquel, Ni₂B - 
Borur de níquel, NiB - 
Borur de triníquel, Ni₃B - 
Bromur de níquel(II), NiBr₂ - 
Carbonat de níquel(II), NiCO₃ - 
Cianur de níquel(II), Ni(CN)₂ - 
Clorur de níquel(II), NiCl₂ - 
Disiliciur de níquel, NiSi₂ - 
Fluorur de níquel(II), NiF₂ - 
Fosfur de diníquel, Ni₂P - 
Hidròxid de níquel(II), Ni(OH)₂ - 
Iodur de níquel(II), NiI₂ - 
Nitrat de níquel(II), Ni(NO₃)₂ - 
Òxid de níquel(II), NiO -
Òxid de níquel(III), Ni₂O₃ - 
Selenur de níquel(II), NiSe -
Silicur de diníquel, Ni₂Si - 
Sulfat de níquel(II), NiSO₄ -
Sulfur de níquel(II), NiS -
Sulfur de níquel(II, III), Ni₃S₄ - 
Sulfur de níquel(III), Ni₂S₃ - 
Titanat de níquel(II), NiTiO₃

## Niobi, Nb
Borur de niobi, NbB - 
Bromur de niobi(III), NbBr₃ - 
Bromur de niobi(V), NbBr₅ - 
Carbur de diniobi, Nb₂B - 
Carbur de niobi, NbC - 
Clorur de niobi(III), NbCl₃ - 
Clorur de niobi(IV), NbCl₄ - 
Clorur de niobi(V), NbCl₅ - 
Diborur de niobi, NbB₂ - 
Dioxifluorur de niobi(V), NbO₂F - 
Fluorur de niobi(III), NbF₃ - 
Fluorur de niobi(IV), NbF₄ - 
Fluorur de niobi(V), NbF₅ - 
Fosfur de niobi, NbP - 
Iodur de niobi(IV), NbCl₄ - 
Iodur de niobi(V), NbCl₅ - 
Nitrur de niobi, NbN - 
Oxibromur de niobi(V), NbOBr₃ - 
Oxiclorur de niobi(V), NbOCl₃ - 
Òxid de niobi(II), NbO - 
Òxid de niobi(IV), NbF₂ - 
Òxid de niobi(V), Nb₂O₅ - 
Selenur de niobi(IV), NbSe₂ - 
Silicur de niobi, NbSi₂ - 
Sulfur de niobi(IV), NbS₂ - 
Tel·lurur de niobi(IV), NbTe₂

## Or, Au
Bromur d'or(I), AuBr - 
Bromur d'or(III), AuBr₃ - 
Cianur d'or(I), AuCN - 
Cianur d'or(III), AuCN₃ - 
Clorur d'or(I), AuCl - 
Clorur d'or(III), AuCl₃ - 
Fluorur d'or(III), AuF₃ - 
Hidròxid d'or(III), Au(OH)₃ - 
Iodur d'or(I), AuI - 
Iodur d'or(III), AuI₃ - 
Òxid d'or(III), Au₂O₃ - 
Selenat d'or(III), Au₂(SeO₄)₃ - 
Selenur d'or(III), Au₂Se₃ - 
Sulfur d'or(I), Au₂S - 
Sulfur d'or(III), Au₂S₃

## Osmi, Os
Bromur d'osmi(III), OsBr₃ - 
Clorur d'osmi(III), OsCl₃ - 
Clorur d'osmi(IV), OsCl₄ - 
Fluorur d'osmi(IV), OsF₄ - 
Fluorur d'osmi(V), OsF₅ - 
Fluorur d'osmi(VI), OsF₆ - 
Òxid d'osmi(IV), OsO₂ - 
Òxid d'osmi(VIII), OsO₄

## Pal·ladi, Pd
Bromur de pal·ladi(II), PdBr₂ - 
Clorur de pal·ladi(II), PdCl₂ - 
Fluorur de pal·ladi(II), PdF₂ - 
Iodur de pal·ladi(II), PdI₂ - 
Nitrat de pal·ladi(II), Pd(NO₃)₂ - 
Òxid de pal·ladi(II), PdO - 
Sulfur de pal·ladi(II), PdS

## Platí, Pt
Bromur de platí(II), PtBr₂ - 
Bromur de platí(III), PtBr₃ - 
Bromur de platí(IV), PtBr₄ - 
Clorur de platí(II), PtCl₂ - 
Clorur de platí(III), PtCl₃ - 
Clorur de platí(IV), PtCl₄ - 
Fluorur de platí(IV), PtF₄ - 
Fluorur de platí(VI), PtF₆ - 
Iodur de platí(II), PtI₂ - 
Iodur de platí(IV), PtI₄ - 
Òxid de platí(II), PtO - 
Sulfur de platí(II), PtS - 
Òxid de platí(IV), PtO₂ - 
Silicur de platí(II), PtSi - 
Sulfur de platí(IV), PtS₂

## Reni, Re
Bromur de reni(III), ReBr₃ - 
Bromur de reni(V), ReBr₅ - 
Clorur de reni(III), ReCl₃ - 
Clorur de reni(IV), ReCl₄ - 
Clorur de reni(V), ReCl₅ - 
Clorur de reni(VI), ReCl₆ - 
Dioxitrifluorur de reni(VII), ReO₂F₃ - 
Fluorur de reni(IV), ReF₄ - 
Fluorur de reni(V), ReF₅ -
Fluorur de reni(VI), ReF₆ -
Fluorur de reni(VII), ReF₇ -
Iodur de reni(III), ReI₃ - 
Òxid de reni(IV), ReO₂ - 
Òxid de reni(V), Re₂O₅ - 
Òxid de reni(VI), ReO₃ - 
Òxid de reni(VII), Re₂O₇ - 
Oxipentafluorur de reni(VII), ReOF₅ - 
Oxitetraclorur de reni(VI), ReOCl₄ - 
Oxitetrafluorur de reni(VI), ReOF₄ -
Sulfur de reni(IV), ReS₂ - 
Sulfur de reni(VII), Re₂S₇ - 
Tel·lurur de reni(IV), ReTe₂ - 
Trioxiclorur de reni(VII), ReO₃Cl - 
Trioxifluorur de reni(VII), ReO₃F

## Rodi, Rh
Clorur de rodi(III), RhCl₃ - 
Fluorur de rodi(III), RhF₃ - 
Fluorur de rodi(VI), RhF₆ - 
Iodur de rodi(III), RhI₃ - 
Òxid de rodi(III), Rh₂O₃ - 
Òxid de rodi(IV), RhO₂ - 
Sulfat de rodi(III), Rh₂(SO₄)₃

## Roentgeni, Rg
No hi ha compostos.

## Ruteni, Ru
Bromur de ruteni(III), RuBr₃ - 
Clorur de ruteni(III), RuCl₃ - 
Clorur de tris(bipiridil)ruteni(II), [Ru(bipy)₃]Cl₂ - 
Fluorur de ruteni(III), RuF₃ - 
Fluorur de ruteni(IV), RuF₄ - 
Fluorur de ruteni(V), RuF₅ - 
Fluorur de ruteni(VI), RuF₆ - 
Iodur de ruteni(III), RuI₃ - 
Òxid de ruteni(IV), RuO₂ - 
Òxid de ruteni(VIII), RuO₄

## Rutherfordi, Rf
No hi ha compostos.

## Escandi, Sc
Bromur d'escandi, ScBr₃ - 
Carbonat d'escandi, Sc₂(CO₃)₃ - 
Clorur d'escandi, ScCl₃ - 
Fluorur d'escandi, ScF₃ - 
Fosfat d'escandi, ScPO₄ - 
Iodur d'escandi, ScI₃ - 
Nitrat d'escandi, Sc(NO₃)₃ - 
Òxid d'escandi, Sc₂O₃ - 
Sulfat d'escandi, Sc₂(SO₄)₃ - 
Sulfur d'escandi, Sc₂S₃ - 
Tel·lurur d'escandi, Sc₂S₃

## Seaborgi, Sg
No hi ha compostos.

## Tàntal, Ta
Aluminur de tàntal, TaAl₃ - 
Borur de tàntal, TaB - 
Bromur de tàntal(V), TaBr₅ - 
Carbur de ditàntal, Ta₂C - 
Carbur de tàntal, TaC - 
Clorur de tàntal(V), TaCl₅ - 
Diborur de tàntal, TaB₂ - 
Fluorur de tàntal(V), TaF₅ - 
Iodur de tàntal(V), TaI₅ - 
Nitrur de tàntal, TaN - 
Òxid de tàntal(IV), TaO₂ - 
Òxid de tàntal(V), Ta₂O₅ - 
Selenur de tàntal(IV), TaSe₂ - 
Silicur de tàntal, TaSi₂ - 
Sulfur de tàntal(IV), TaS₂ - 
Tel·lurur de tàntal(IV), TaTe₂

## Tecneci, Tc
Fluorur de tecneci(V), TcF₅ - 
Fluorur de tecneci(VI), TcF₆

## Titani, Ti

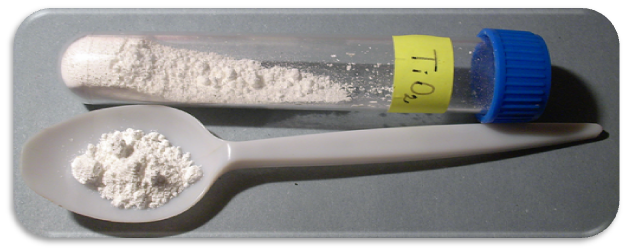
TiO₂

Borur de titani, TiB₂ - 
Bromur de titani(II), TiBr₂ - 
Bromur de titani(III), TiBr₃ - 
Bromur de titani(IV), TiBr₄ - 
Carbur de titani, TiC - 
Clorur de titani(II), TiCl₂ - 
Clorur de titani(III), TiCl₃ - 
Clorur de titani(IV), TiCl₄ - 
Fluorur de titani(III), TiF₃ - 
Fluorur de titani(IV), TiF₄ - 
Fosfur de titani, TiP - 
Hidrur de titani, TiH₂ - 
Iodur de titani(II), TiI₂ - 
Iodur de titani(IV), TiI₄ - 
Nitrur de titani, TiN - 
Òxid de titani(II), TiO - 
Òxid de titani(III, IV), Ti₃O₅ - 
Òxid de titani(III), Ti₂O₃ - 
Òxid de titani(IV), TiO₂ - 
Oxiulfat de titani(IV), TiOSO₄ - 
Silicur de titani, TiSi₂ - 
Sulfat de titani(III), Ti₂(SO₄)₃ - 
Sulfur de titani(II), TiS -
Sulfur de titani(III), Ti₂S₃ - 
Sulfur de titani(IV), TiS₂

## Tungstè, W
Borur de ditungstè, W₂B - 
Borur de tungstè, WB - 
Bromur de tungstè(II), WBr₂ - 
Bromur de tungstè(III), WBr₃ - 
Bromur de tungstè(IV), WBr₄ - 
Bromur de tungstè(V), WBr₅ - 
Bromur de tungstè(VI, WBr₆ - 
Carbur de ditungstè, W₂C - 
Carbur de tungstè, WC - 
Clorur de tungstè(II), WCl₂ - 
Clorur de tungstè(III), WCl₃ - 
Clorur de tungstè(IV), WCl₄ - 
Clorur de tungstè(V), WCl₅ - 
Clorur de tungstè(VI), WCl₆ - 
Dioxidibromur de tungstè(VI), WO₂Br₂ - 
Dioxidiclorur de tungstè(VI), WO₂Cl₂ - 
Dioxidiiodur de tungstè(VI), WO₂I₂ - 
Disiliciur de tungstè, WSi₂ - 
Fluorur de tungstè(IV), WF₄ - 
Fluorur de tungstè(V), WF₅ - 
Fluorur de tungstè(VI), WF₆ - 
Iodur de tungstè(II), WI₂ - 
Iodur de tungstè(IV), WI₄ - 
Nitrur de ditungstè, W₂N - 
Nitrur de tungstè, WN -
Òxid de tungstè(IV), WO₂ - 
Òxid de tungstè(VI), WO₃ - 
Oxitetrabromur de tungstè(VI), WOBr₄ - 
Oxitetraclorur de tungstè(VI), WOCl₄ - 
Oxitetrafluorur de tungstè(VI), WOF₄ - 
Oxitribromur de tungstè(V), WOBr₃ - 
Oxitriclorur de tungstè(V), WOCl₃ - 
Pentaborur de ditungstè, W₂B₅ - 
Selenur de tungstè(IV), WSe₂ - 
Sulfur de tungstè(IV), WS₂ - 
Sulfur de tungstè(VI), WS₃ - 
Tel·lurur de tungstè(IV), WTe₂ - 
Trisilicur de pentatungstè, W₅Si₃

## Vanadi, V
Borur de vanadi, VB - 
Bromur de vanadi(II), VBr₂ - 
Bromur de vanadi(III), VBr₃ - 
Bromur de vanadi(IV), VBr₄ - 
Carbur de divanadi, V₂C - 
Carbur de vanadi, VC - 
Clorur de vanadi(II), VCl₂ - 
Clorur de vanadi(III), VCl₃ - 
Clorur de vanadi(IV), VCl₄ - 
Diborur de vanadi, VB₂ - 
Disilicur de vanadi, VSi₂ - 
Fluorur de vanadi(II), VF₂ - 
Fluorur de vanadi(III), VF₃ - 
Fluorur de vanadi(IV), VF₄ - 
Fluorur de vanadi(V), VF₅ - 
Iodur de vanadi(II), VI₂ - 
Iodur de vanadi(III), VI₃ - 
Nitrur de vanadi, VN -
Òxid de vanadi(II), VO - 
Òxid de vanadi(III), V₂O₃ - 
Òxid de vanadi(IV), VO₂ - 
Òxid de vanadi(V), V₂O₅ - 
Silicur de trivanadi, V₃Si - 
Sulfat de vanadi(II), VSO₄ - 
Sulfat de vanadi(III), V₂(SO₄)₃ - 
Sulfur de vanadi(III), V₂S₃
Bromur de vanadil, VOBr - 
Clorur de vanadil, VOCl - 
Dibromur de vanadil, VOBr₂ - 
Diclorur de vanadil, VOCl₂ - 
Difluorur de vanadil, VOF₂ - 
Selenit de vanadil, VOSeO₃ - 
Sulfat de vanadil, VOSO₄ - 
Tribromur de vanadil, VOBr₃ - 
Triclorur de vanadil, VOCl₃ - 
Trifluorur de vanadil, VOF₃

## Zinc, Zn
Acetat de zinc, Zn(OCOCH₃)₂ - 
Antimonur de zinc, ZnSb - 
Arsenat de zinc, Zn₃(AsO₄)₂ - 
Arsenit de zinc, Zn(AsO₂)₂ - 
Borat de zinc, 3ZnO·2B₂O₃ - 
Bromur de zinc, ZnBr₂ - 
Carbonat de zinc, ZnCO₃ - 
Cianur de zinc, Zn(CN)₂ - 
Clorat de zinc, Zn(ClO₃)₂ - 
Clorur de zinc, ZnCl₂ - 
Cromat de zinc, ZnCr₂O₄ - 
Fluoroborat de zinc, Zn(BF₄)₂ - 
Fluorur de zinc, ZnF₂ - 
Fosfat de zinc, Zn₃(PO₄)₂ - 
Fosfur de zinc, Zn₃P₂ - 

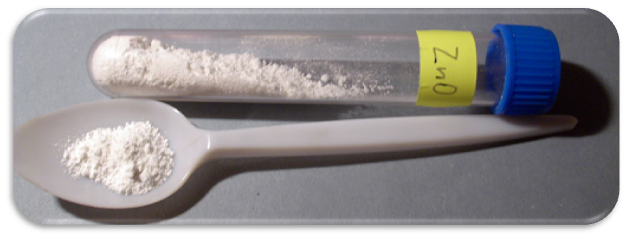
ZnO

Hexafluorosilicat de zinc, ZnSiF₆ - 
Hidròxid de zinc, Zn(OH)₂ - 
Iodat de zinc, Zn(IO₃)₂ - 
Iodur de zinc, ZnI₂ - 
Molibdat de zinc, ZnMoO₄ - 
Nitrat de zinc, Zn(NO₃)₂ - 
Nitrit de zinc, Zn(NO₂)₂ - 
Nitrur de zinc, Zn₃N₂ - 
Ortosilicat de zinc, Zn₂SiO₄ - 
Oxalat de zinc, ZnC₂O₄ - 
Òxid de zinc, ZnO - 
Perclorat de zinc, Zn(ClO₄)₂ - 
Permanganat de zinc, Zn(MnO₄)₂ - 
Peròxid de zinc, ZnO₂ - 
Difosfat de zinc, Zn₂P₂O₇ - 
Selenat de zinc, ZnSeO₄ - 
Selenur de zinc, ZnSe - 
Sulfat de zinc, ZnSO₄ - 
Sulfit de zinc, ZnSO₃ - 
Sulfur de zinc, ZnS - 
Tel·lurur de zinc, ZnTe - 
Tiocianat de zinc, Zn(SCN)₂

## Zirconi, Zr
Borur de zirconi, ZrB₂ - 
Bromur de zirconi, ZrBr₄ - 
Carbur de zirconi, ZrC - 
Clorur de zirconi, ZrCl₄ - 
Fluorur de zirconi, ZrF₄ - 
Fosfur de zirconi, ZrP₂ - 
Hidròxid de zirconi, Zr(OH)₄ - 
Hidrur de zirconi, ZrH₂ - 
Iodur de zirconi, ZrI₄ - 
Nitrat de zirconi, Zr(NO₃)₄ -
Nitrur de zirconi, ZrN - 
Ortosilicat de zirconi, ZrSiO₄ - 
Òxid de zirconi, ZrO₂ - 
Silicur de zirconi, ZrSi₂ - 
Sulfat de zirconi, Zr(SO₄)₂ - 
Sulfur de zirconi, ZrS₂